# Предельная температура фильтруемости

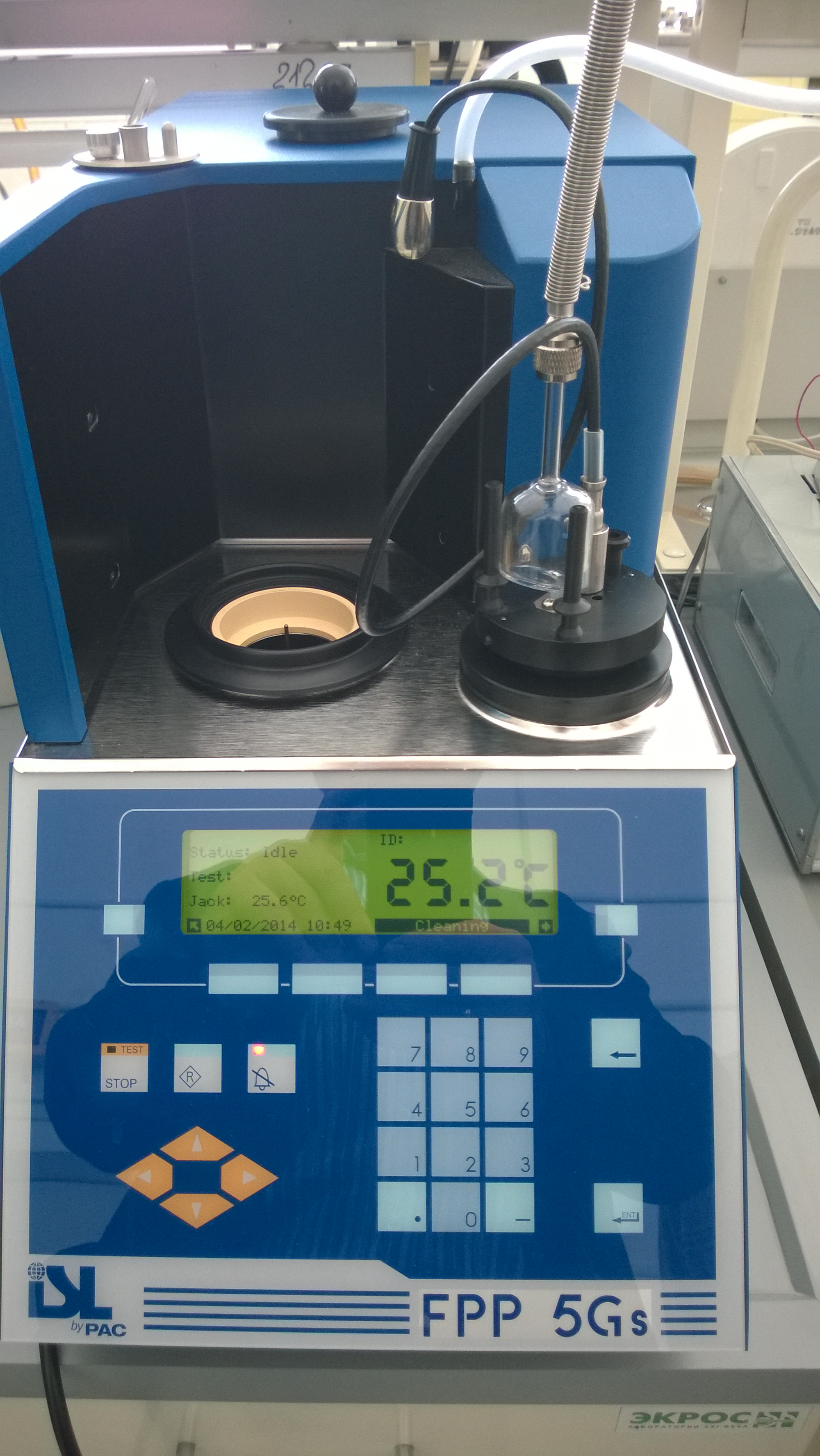
Автоматический прибор для измерения предельной температуры фильтруемости ISL FPP 5Gs со встроенным криостатом.

Предельная температура фильтруемости (на холодном фильтре), сокр. ПТФ — мера текучести дизельного топлива, одно из так называемых «холодных свойств». Строгое определение звучит так: 
Самая высокая температура, при которой данный объём топлива не протекает через стандартизованную фильтрующую установку в течение определённого времени, во время охлаждения в стандартизованных условиях.

## Значение в быту и промышленности
Показатель ПТФ (CFPP) топлива можно использовать для определения минимальной температуры, при которой топливо будет обеспечивать бесперебойный поток в определённых топливных системах. Для дизельного топлива, используемого в Европе на небольших автомобилях, результаты близки к температуре, при которой двигатель перестанет заводиться,— за исключением случая, когда в топливной системе используется, например, бумажный фильтр, установленный в месте, открытом воздействию погодных условий. Также, если температура закупоривания фильтра более чем на 12 °С ниже значения точки помутнения, определяемой методами по АСТМ Д 2500, АСТМ Д 5771, АСТМ Д 5772 или АСТМ Д 5773, двигатель также может не завестись. Установки для отопления жилых помещений в меньшей степени зависят от температуры и часто удовлетворительно работают при температурах несколько ниже определяемых результатами испытаний.
Значение ПТФ нормируется в ГОСТ 305-82. «Топливо дизельное. Технические условия». Норма установлена только для топлива марки Л («летнее дизельное топливо») — минус 5°С. Для двух других марок — З («зимнее») и А («арктическое») значение ПТФ не нормируется, потому что считается, что эксплуатационные свойства этих марок в достаточной степени гарантируются показателями температуры застывания (-35°С для умеренной климатической зоны и -45°С для холодной в случае марки З, и -55°С для марки А) и температуры помутнения (-25°С для умеренной климатической зоны и -35°С для холодной в случае марки З, для марки А значение температуры помутнения не нормируется).

## Процедура измерения
Образец пробы охлаждают при заданных условиях с интервалами, равными 1°С, и втягивают в пипетку особой формы при контролируемом вакууме через стандартизованный фильтр из проволочной сетки. Процедуру повторяют после каждого снижения температуры образца на 1°С. Испытание продолжают до температуры, при которой выделяющееся из раствора количество кристаллов парафинов не позволяет топливу проходить через фильтр или замедляет его поток так, что время заполнения пипетки превышает 60 с или до момента, когда топливо прекращает стекать полностью в испытательный сосуд перед охлаждением еще на 1°С. Отмеченную температуру начала последней фильтрации регистрируют как ПТФ (CFPP).
Если температура помутнения пробы известна, можно начинать испытание после охлаждения образца до температуры не менее чем на 5°С выше температуры помутнения. Например, если предполагаемая ПТФ составляет минус 5°С (летнее дизельное топливо), то первое испытание можно провести при достижении температуры образца 0°С.
Образование кристаллов в некоторых образцах топлива протекает достаточно медленно, поэтому рекомендуется, для достижения единообразия в измерениях, всегда нагревать пробы до 45°С и выдерживать при этой температуре в течение 30 мин. В этом случае образовавшиеся кристаллы парафинов разрушаются и образец становится более гомогенным.
Процедура измерения предельной температуры фильтруемости описывается в следующих стандартах:
- ГОСТ 22254-92
- ГОСТ Р 54269-2010
- ASTM D6371
- EN 116
- IP 309
- JIS K2288